# Павлов Мыс
Па́влов Мыс — посёлок в Колпашевском районе Томской области России. Входит в состав Новосёловского сельского поселения. Население 14 чел. (2021) .

## География
Находится на востоке региона, по берегу р. Пизик, вблизи оз. Домашнее.

## История
Предположительно, основан в 1822 г. Исторический населённый пункт южных селькупов (группа сюссыкум) — юрты Павлов Мыс.
В 1926 году состоял из 3 хозяйств, основное население — чуваши. В составе Жигаловского сельсовета Колпашевского района Томского округа Сибирского края.
Согласно Закону Томской области Томской области от 09 сентября 2004 года № 195-ОЗ Павлов Мыс вошёл в состав Новосёловского сельского поселения.

## Население
| 1926 | 2002 | 2010 | 2012 | 2013 | 2014 | 2015 | 2021 |
| ---- | ---- | ---- | ---- | ---- | ---- | ---- | ---- |
| 18   | ↗51  | ↘47  | ↘45  | →45  | ↘43  | ↘38  | ↘14  |

## Инфраструктура
Личное подсобное хозяйство.

## Транспорт
Стоит на региональной дороге «Колпашево — Белый Яр» (идентификационный номер 69 ОП РЗ 69К-10).